# Szandi
Szandi (również Szendi, arab. شندي, Szendi) – miasto w północnym Sudanie, w wilajecie Nahr an-Nil, położone nad Nilem. W 2007 roku miasto liczyło 55 516 mieszkańców.